# Saphier Beatrix
Saphier Beatrix (Budapest, 1956. augusztus 29. –) festőművész, fotóművész.

## Tanulmányai
Fiatal éveit Szentendrén töltötte. A szentendrei művészek már korán nagy hatást gyakoroltak rá, első mestere a legjelentősebb magyar avantgard művészcsoport, a nyolcak egyik alapítója Czóbel Béla is itt figyelt fel rá, akinek 1972-től haláláig volt tanítványa.
A Szentendrei Ferences Gimnáziumban 1976-ban érettségizett. A Képzőművészeti Főiskolára a korabeli társadalmi osztály megkülönböztetés miatt nem jutott be. Ezután a fotózással foglalkozott. A váltás irányadója, hogy így továbbra is a művészetnek és a rajzoláson keresztül a képzőművészetnek élhetett.
A fotó hosszú távon nem elégítette ki a fotótechnika túlzottan kötött és merev keretei miatt, ettől függetlenül fotóművészként is komoly sikereket ért el, ami megalapozta a kellő anyagi hátterét, hogy ismét a festészet felé forduljon. Az 1980-as években a Pázmány Péter Katolikus Egyetemen művészettörténetet tanult és ezzel párhuzamosan Kóka Ferenc Munkácsy Mihály-díjas festőművész magántanulója lett.

## Munkássága
1989-től rendszeresen költözik hosszabb időkre Korfu valamint Krk városába, ahol ihletet merít egyedi színvilágot és technikát felvonultató képeihez.

## Társas és egyéni kiállításai
- 1994-1998-ig állandó kiállítás, Magyar Pince, Szentendre
- 1992, 1997, 2001, 2006 Budapest
- 2009 Győr
- Korfu
- Bécs
- Ravenna
- Barcelona
- New York